# Эскадренные миноносцы типа «Кагэро»
Эскадренные миноносцы типа «Кагэро» (яп. 陽炎型駆逐艦 Кагэро:гата кутикукан) — тип японских эскадренных миноносцев. Вместе с более поздним типом «Югумо» были также известны как эсминцы типа А (яп. 甲型駆逐艦 Ко:гата кутикукан). Было построено 19 кораблей этого типа.

## История создания и конструкция
После того как Япония 1937 году отказалась от соблюдения условий Лондонского морского договора, руки у японских конструкторов были развязаны. Они обобщили опыт постройки эскадренных миноносцев и выработали требования на новый эсминец для Императорского флота. Адмиралтейство тоже выработало свои требования:
- Скорость — 36 узлов
- дальность плавания 5000 миль 18-узловым ходом,
- вооружение, как у «специального типа»
- размеры корпуса, не большие аналогичным у «специального типа».

Но конструкторам удалось отстоять свой вариант: с шириной большей на 0,45 м и максимальной скоростью 35 узлов, немного большим водоизмещением, лучшей остойчивостью и мореходностью.
Заказаны в 1937 и 1939 годах. Дальнейшее развитие эсминцев типа «Асасио». Отличались от них более совершенными обводами корпуса и более мощной и лёгкой силовой установкой со значительно большим запасом топлива (что позволило достичь дальности плавания в 5000 морских миль 18-узловым ходом).
В 1937—1941 годах на японских верфях было построено 19 кораблей этого типа. Кроме того, на базе того же проекта были построены ещё 19 эсминцев типа «Югумо» и экспериментальный эсминец «Симакадзэ».
На эсминец «Амацукадзэ» установили экспериментальную силовую установку. Новые котлы имели более высокую температуру пара (до 400°С) и более высокое давление (до 40 кГ/см²).

## История службы
Все эсминцы этого типа успели войти в состав флота до вступления Японии во Вторую Мировую войну. Активно использовались в боевых действиях на Тихом океане и понесли тяжелейшие потери — из 19 единиц было потоплено 18. Уцелевший «Юкикадзэ» в 1947 году был передан Китаю, переименован в «Тань Ян» (кит. 丹陽), в 1949 году уведён сторонниками Чан Кайши на Тайвань и прослужил там до 1970 года.

## Представители
| Название                                              | Место постройки                  | Заложен              | Спущен на воду        | Введён в эксплуатацию | Судьба                                                                                               |
| ----------------------------------------------------- | -------------------------------- | -------------------- | --------------------- | --------------------- | --- |
| Кагэро (яп. 陽炎 Кагэро:, «Марево»)                   | Майдзуру, Япония                 | 3 сентября 1937 года | 27 сентября 1938 года | 6 ноября 1939 года    | Потоплен американской авиацией у острова Рендова 8 мая 1943 года                                     |
| Сирануи (яп. 不知火, «Фосфоресцирующий свет на море») | Урага, Япония                    | 30 августа 1937 года | 28 июня 1938 года     | 20 декабря 1939 года  | Потоплен американской авиацией у Филиппин 27 октября 1944 года                                       |
| Куросио (яп. 黒潮, «Течение Куросио»)                 | Верфи Фудзинагата, Осака, Япония | 31 августа 1937 года | 25 октября 1938 года  | 27 января 1940 года   | Подорвался на мине у острова Рендова и затонул 8 мая 1943 года                                       |
| Оясио (яп. 親潮, «Течение Оясио»)                     | Майдзуру, Япония                 | 29 марта 1938 года   | 29 ноября 1938 года   | 20 августа 1940 года  | Подорвался на мине у острова Рендова и затонул 8 мая 1943 года                                       |
| Хаясио (яп. 早潮, «Быстрое течение»)                  | Урага, Япония                    | 30 июня 1938 года    | 19 апреля 1939 года   | 31 августа 1940 года  | Потоплен американской авиацией в заливе Хуон 24 ноября 1942 года                                     |
| Нацусио (яп. 夏潮, «Летний прилив»)                   | Верфи Фудзинагата, Осака, Япония | 9 декабря 1937 года  | 23 февраля 1939 года  | 31 августа 1940 года  | Торпедирован USS S-37 у Сулавеси 9 февраля 1942 года                                                 |
| Хацукадзэ (яп. 初風, «Ранний бриз»)                   | верфи Кавасаки, Кобе, Япония     | 3 декабря 1937 года  | 24 января 1939 года   | 15 февраля 1940 года  | Потоплен огнём американских кораблей в ходе сражения в заливе Императрицы Августы 2 ноября 1943 года |
| Юкикадзэ (яп. 雪風, «Вьюга») Даньян                   | Сасебо, Япония                   | 2 августа 1938 года  | 24 марта 1939 года    | 20 января 1940 года   | После войны передан Китаю по репарациям, в 1949 году уведён на Тайвань, сдан на слом в 1970 году     |
| Амацукадзэ (яп. 天津風, «Ветер небесной переправы»)   | Майдзуру, Япония                 | 14 февраля 1939 года | 19 октября 1939 года  | 26 октября 1940 года  | Потоплен американской авиацией южнее Тайваня 6 апреля 1945 года                                      |
| Токицукадзэ (яп. 時津風, «Попутный ветер»)            | Урага, Япония                    | 20 февраля 1939 года | 10 ноября 1939 года   | 15 декабря 1940 года  | Потоплен американской и австралийской авиацией в море Бисмарка 3 марта 1943 года                     |
| Уракадзэ (яп. 浦風, «Ветер в бухте»)                  | Верфи Фудзинагата, Осака, Япония | 11 апреля 1939 года  | 19 апреля 1940 года   | 15 декабря 1940 года  | Торпедирован USS Sealion у Тайваня 21 ноября 1944 года                                               |
| Исокадзэ (яп. 磯風, «Береговой ветер»)                | Сасебо, Япония                   | 25 ноября 1938 года  | 19 июня 1939 года     | 30 ноября 1940 года   | Потоплен американской авиацией в ходе операции Тэн-Го 7 апреля 1945 года                             |
| Хамакадзэ (яп. 濱風, «Бриз»)                          | Урага, Япония                    | 20 ноября 1939 года  | 25 ноября 1940 года   | 30 июня 1941 года     | Потоплен американской авиацией в ходе операции Тэн-Го 7 апреля 1945 года                             |
| Таникадзэ (яп. 谷風, «Долинный ветер»)                | Верфи Фудзинагата, Осака, Япония | 18 октября 1939 года | 1 ноября 1940 года    | 25 апреля 1941 года   | Торпедирован USS Harder в районе Сулавеси 9 июня 1944 года                                           |
| Новаки (яп. 野分, «Сильный осенний ветер»)            | Майдзуру, Япония                 | 8 ноября 1939 года   | 17 сентября 1940 года | 28 апреля 1941 года   | Потоплен огнём американских кораблей в сражении в заливе Лейте 26 октября 1944 года                  |
| Араси (яп. 嵐, «Буря»)                                | Майдзуру, Япония                 | 4 мая 1939 года      | 22 апреля 1940 года   | 27 января 1941 года   | Потоплен в сражении в заливе Велья 6 августа 1943 года                                               |
| Хагикадзэ (яп. 萩風, «Леспедециевый ветер»)           | Урага, Япония                    | 23 мая 1939 года     | 18 июня 1940 года     | 31 марта 1941 года    | Потоплен в сражении в заливе Велья 6 августа 1943 года                                               |
| Майкадзэ (яп. 舞風, «Танцующий ветер»)                | Верфи Фудзинагата, Осака, Япония | 22 апреля 1940 года  | 13 марта 1941 года    | 15 июля 1941 года     | Потоплен огнём американских кораблей у Трука 17 февраля 1944 года                                    |
| Акигумо (яп. 秋雲, «Осеннее облако»)                  | Урага, Япония                    | 2 июля 1940 года     | 11 апреля 1941 года   | 27 сентября 1941 года | Торпедирован USS Redfin у Филиппин 11 апреля 1944 года                                               |

| Сравнительные ТТХ конца 30-х                                                   |                             |                               |                     |                           |                     |                                         |                          |
| Тип                                                                            | тип «Ле Арди»               | «Джервис»                     | тип «Симс»          | тип «Сольдати»            | тип «Кагэро»        | проект 7                                | «тип 1936»               |
| Построено единиц                                                               | 12                          | 24                            | 12                  | 19                        | 19                  | 28                                      | 6                        |
| Размерения Д×Ш×О, м                                                            | 101,7×9,9×3,35              | 108,6×10,8×4,17               | 106,2×11,0×3,91     | 106,7×10,2×3,58           | 118,5×10,8×3,76     | 112,8×10,2×3,1                          | 123×11,8×4,3             |
| Водоизмещение                                                                  | 1772/2215                   | 1751/2369                     | 1764/2477           | 1715/2290                 | 2000/2490           | 1612/2215                               | 2411/3415                |
| Артиллерия ГК                                                                  | 130-мм/48 — 3×2             | 120-мм/45 — 3×2               | 127-мм/38 — 5×1     | 120-мм/50 — 2×2           | 127-мм/50 — 3×2     | 130-мм/50 — 4×1                         | 127-мм/45 — 5×1          |
| Зенитная артиллерия                                                            | 37-мм/50 — 2×1, 13-мм — 2×2 | 40-мм/40 — 1×4, 12,7-мм — 2×4 | 12,7-мм — 4×1       | 13,2-мм — 12 (4×2), (4×1) | 25-мм — 2×2         | 76-мм — 2×1, 45-мм — 2×1, 12,7-мм — 2×1 | 37-мм — 2×2, 20-мм — 6×1 |
| Торпедное вооружение                                                           | 1 × 3, 2 × 2— 550-мм        | 2 × 5 — 533-мм                | 3 × 4 — 533-мм      | 2 × 3 — 533-мм            | 2 × 4 — 610-мм      | 2 × 3 — 533-мм                          | 2 × 4 — 533-мм           |
| Противолодочное вооружение                                                     | 4 БМБ, ?? ГБ                | ГЛ «Асдик», 30 ГБ             | ГЛ «QC», 10 ГБ      | 2 БМБ, 20? ГБ             | 18 ГБ               | 25 ГБ                                   | ШП «KDB», 18 ГБ          |
| Энергетическая установка мощность л. с. давление, температура пара кгс/см², °C | ПТ, 58 000, 35, 385         | ПТ, 40 000, 21, 327           | ПТ, 50 000, 37, 379 | ПТ, 48 000, 27, 350       | ПТ, 52 000, 30, 350 | ПТ, 50 500, 27, 350                     | ПТ, 70 000, 70, 460      |
| Максимальная скорость, узлов                                                   | 37                          | 36                            | 35                  | 38                        | 36                  | 38                                      | 38                       |
| Дальность плавания, морские мили                                               | 6000 на 15 узлах            | 5500 на 15 узлах              | 6500 на 12 узлах    | 2200 на 20 узлах          | 5000 на 18 узлах    | 2640 на 19,8 узлах                      | 2020 на 19 узлах         |

## Комментарии
1. ↑  В справочниках часто фигурирует цифра 18 из-за отнесения последнего корабля(«Акигумо») к типу «Югумо»
2. ↑  «Небесная переправа» — астроним, обозначающий широкие участки Млечного пути с большим количеством тёмных областей. Например, именно такой разделяет Танабатацумэ и Кэнгю.
3. ↑  В конвее данные отличаются
4. ↑  В конвее даны радиусы действия 3100 мили на 10 узлах, и 1900 на 25.